# Könyvbe ágyazás

A K_{5} teljes gráf háromlapos könyvbe ágyazása. Mivel nem síkbarajzolható gráf, így nem lehet metszések nélkül kevesebb lapba beágyazni, ezért könyvvastagsága három.

A matematika, azon belül a gráfelmélet területén egy gráf könyvbe ágyazása (book embedding) a gráfok síkba ágyazásának általánosítása ugyanazon egyenes által határolt félsíkok gyűjteményébe, vagyis „könyvbe” történő beágyazásra. Általában elvárt, hogy a gráf csúcsai ezen a határoló egyenesen (a könyv „gerincén”) feküdjenek, az élek pedig a saját félsíkjukon belül maradjanak. Egy gráf könyvvastagsága (book thickness) az a legkisebb félsík-szám, amivel a gráfnak még lehetséges könyvbe ágyazása. Nevezik a gráf „lapszámának” vagy „oldalszámának” (pagenumber), „halomszámának” (stacknumber) vagy „rögzített külvastagságának” (fixed outerthickness) is. A könyvbe ágyazás segítségével egyéb gráfinvariánsokat is definiáltak, köztük a lapszélességet vagy oldalszélességet (pagewidth) és a könyv-metszési számot (book crossing number).
Egy n csúcsú gráf könyvvastagsága legfeljebb {\displaystyle \lceil n/2\rceil }, teljes gráfok esetén pedig pontosan ennyi. Az egy könyvvastagságú gráfok a külsíkgráfok. A legfeljebb kettő könyvvastagságú gráfok a szubhamiltoni gráfok; a síkbarajzolható gráfok könyvvastagsága legfeljebb négy. Minden minorzárt gráfcsaládnak, különösen a korlátos faszélességgel vagy génusszal rendelkezőknek korlátos a könyvvastagsága. Egy konkrét gráf könyvvastagságának eldöntése NP-nehéz, akár ismert a csúcsok sorrendje a könyv gerince mentén, akár nem.
A könyvbe ágyazások tanulmányozásának egyik motivációja a VLSI-tervezés, melyben a beágyazás csúcsai egy elektronikus áramkör komponenseit, az élek pedig az azokat összekötő huzalozást jelképezik.
A könyvbe ágyazás a gráfok lerajzolásában is szerepet kap, ahol a gráfok standard lerajzolási módjai közül kettő, az ívdiagramok és a körkörös elrendezések is a könyvbe ágyazás segítségével szerkeszthetők meg.
A közlekedéstervezésben a gyalogos és járművel történő közlekedés kiinduló és célpontjai, melyek közlekedési lámpáknál találkoznak és lépnek interakcióba egymással matematikailag egy gráf csúcsaiként modellezhetők, ahol az élek különböző kiindulási és célpontokat kötnek össze. Egy ilyen gráf könyvbe ágyazása segíthet olyan időbeosztás tervezésében, ahol a forgalom a lehető legkevesebb lámpaváltással halad át a kereszteződésen.
A bioinformatika területén az RNS feltekeredett szerkezetével kapcsolatos problémákban az egylapos könyvbe ágyazások a nukleinsav másodlagos szerkezetének klasszikus formáit, a kétlaposak pedig a pszeudocsomókat testesítik meg.
A könyvbe ágyazás további felhasználási területei az absztrakt algebra és a csomóelmélet.
Több nyitott kérdés van a könyvvastagsággal kapcsolatban. Nem ismert, hogy tetszőleges gráf könyvvastagságát korlátozza-e felosztásainak könyvvastagsága.
Nem ismert egy gráf háromlapos könyvbe ágyazása létezésének a számítási bonyolultsága: nem tudjuk róla, hogy polinom időben megoldható lenne, sem azt, hogy NP-nehéz-e. És bár a síkbarajzolható gráf egyikének a könyvvastagsága sem haladja meg a négyet, 2020-ig nem sikerült találni olyan síkbarajzolható gráfot, aminek a könyvvastagsága elérné a négyes értéket. Ekkor Bekos  et al. olyan 4 faszélességű síkgráfokat találtak, melyek könyvvastagsága is 4.

## Története
A könyv, mint topologikus tér gondolata először az 1960-as években, C. A. Persinger és Gail Atneosen munkáiban jelent meg. Atneosen ebben a munkájában már foglalkozott gráfok könyvbe ágyazásával. Az általa tanulmányozott beágyazásoknál a más topologikus terekbe való gráfbeágyazásnál megszokott definíciót használta: a csúcsoknak különböző pontok felelnek meg, az éleknek görbék, és két él görbéjének csak az élek közös végpontjában lehet közös pontja.
Az 1970-es évek elején  Paul C. Kainen és L. Taylor Ollmann egy szigorúbb beágyazási fogalmat használtak, és végül ez terjedt el általánosan. Az ő megfogalmazásuk szerint a gráf csúcsainak a könyv gerince mentén kell elhelyezkedniük, és minden él csak egyetlen oldalon foglalhat helyet.
A terület fejlődésének további mérföldköve volt az 1980-as évek végén Mihalis Yannakakis bizonyítása, miszerint a síkbarajzolható gráfok könyvvastagsága legfeljebb négy, valamint az 1990-es évek végén a bioinformatika és a könyvbe ágyazások közötti szoros kapcsolódások felfedezése.

## Definíciók

A K_{3,3} három ház–három kút-gráfnak nincs kétlapos könyvbe ágyazása, de az ábrán látható módon lerajzolható egy kétlapos könyvbe egyetlen metszéssel. Ezért kétlapos könyvmetszési száma 1.

A gyémántgráf ezen 1 lapos könyvbe ágyazásának 3 a lapszélessége, mivel a sárga nyíl három élt keresztez.

Egy könyv egy speciális topologikus tér, amit neveznek félsíkok kévéjének vagy legyezőjének is (fan of half-planes). Egyetlen ℓ egyenesből áll, amit a könyv gerincének vagy hátának (spine/back) neveznek, amihez egy vagy több félsík, a könyv lapjai vagy oldalai (pages), illetve levelei (leaves) csatlakoznak, melyek mindegyikét a gerinc határolja. A véges számú lapból álló könyvek beágyazhatók a háromdimenziós térbe, akár úgy, hogy az ℓ-t a Descartes-féle koordináta-rendszer z-tengelyének választjuk, a lapokat pedig a k félsíknak, melyek az xz síkkal bezárt síkszögei 2π/k egész számú többszörösei.
Egy véges G B könyvbe való könyvbe rajzolása (book drawing) a G olyan lerajzolása B-re, melyben G minden csúcsa B gerincének egy pontjának felel meg, G minden élének pedig egy-egy B egyetlen oldalán elhelyezkedő görbe. A G gráf k-oldalú könyv-metszési száma (book crossing number) a k-lapú könyvbe rajzolásai közül a minimális metszési szám.
Egy véges G gráf B könyvbe történő könyvbe ágyazása (book embedding) olyan könyvbe rajzolás, ami a G-nek B-be történő beágyazását adja. Más szavakkal, G olyan, B-be történő könyvbe rajzolása, ami nem tartalmaz metsző éleket.
Minden véges gráf könyvbe ágyazható, ha a könyvnek elegendően nagy számú lapja van. Ez könnyen belátható, figyelembe véve az esetet, hogy a gráf minden élét külön oldalra helyezzük el.
A G gráf könyvvastagsága (book thickness), lapszáma vagy oldalszáma (pagenumber), illetve halomszáma (stack number) a G könyvbe ágyazásához szükséges lapok minimális száma.
Az oldalszámon kívül egy másik, a könyvbe ágyazás minőségét mérő paraméter az oldalszélesség vagy lapszélesség (pagewidth). Ez a maximális számú él, amit egy oldalon a gerincre merőleges félegyenes elmetszhet. Ezzel ekvivalens megfogalmazás szerint (olyan könyvbe ágyazásoknál, ahol minden él monoton görbeként van lerajzolva), az egy oldalon található olyan élek halmazának maximális elemszáma, melyekre igaz, hogy az élek végpontpárjai által meghatározott intervallumok mind metszik egymást.
A definíciók működésének alapja, hogy egyik élnek sem szabad a könyv egynél több lapján helyet foglalnia. Ahogy már Atneosen is megfigyelte, ha ehelyett az élek a könyv gerincén keresztül átmehetnek egyik lapról a másikra, bármely gráf beágyazható egy három lapból álló könyvbe. Egy ilyen háromlapos topologikus könyvbe ágyazás (topological book embedding) esetén, ahol a gerinc metszése megengedett, bármely gráf beágyazható legfeljebb élenként logaritmikus számú gerincmetszéssel, és egyes gráfoknál szükség is van ennyire.

## Specifikus gráfok
Ahogy az első ábra mutatja, a K5 teljes gráf könyvvastagsága három: mivel nem síkbarajzolható gráf, a könyvvastagság a kettőt meghaladja, de létezik háromlapos beágyazás. Általánosabban, bármely n ≥ 4 csúcsú teljes gráf könyvvastagsága pontosan {\displaystyle \lceil n/2\rceil }. Ez az eredmény egyben felső korlátot ad az n-csúcsú gráfok lehetséges könyvvastagságára.
A Kn teljes gráf kétlapos könyvmetszési száma
{\displaystyle {\frac {1}{4}}{\biggl \lfloor }{\frac {n}{2}}{\biggr \rfloor }{\biggl \lfloor }{\frac {n-1}{2}}{\biggr \rfloor }{\biggl \lfloor }{\frac {n-2}{2}}{\biggr \rfloor }{\biggl \lfloor }{\frac {n-3}{2}}{\biggr \rfloor },}
ami passzol Anthony Hill bizonyítatlan sejtéséhez, ami ezen gráfok korlátozatlan metszési számára vonatkozik. Ha Hill sejtése igaz, akkor ennek a gráfnak a metszéseket minimalizáló lerajzolása kétlapos lerajzolásnál történne.
A Ka,b teljes páros gráf könyvvastagsága legfeljebb min(a,b). Egy ilyen vastagságú lerajzolás megszerkesztéséhez a bipartíció kisebbik oldalán lévő csúcsok esetén a csúcsokból kiinduló éleket a saját lapjukra helyezzük el. Ez a korlát nem mindig éles, például a K4,4 könyvvastagsága három, nem négy. Ha a gráf két partíciója nagyon kiegyensúlyozatlan, ahol b > a(a − 1), akkor a Ka,b könyvvastagsága pontosan a.
A T(kr,r) Turán-gráf (egy Kk,k,... teljes többrészes gráf, amit r független csúcshalmaz alkot halmazonként k csúccsal, élek pedig a különböző független halmazok csúcsai között húzódnak) t könyvvastagságára a következő egyenlőtlenség ismert:
{\displaystyle \left\lceil {\frac {k(r-1)}{2}}\right\rceil \leq t\leq \left\lceil {\frac {kr}{2}}\right\rceil ,}
és ha r páratlan, a felső korlát így javítható:
{\displaystyle t\leq (r-1)\left\lceil {\frac {k}{2}}\right\rceil +\left\lceil {\frac {k}{4}}\right\rceil .}
A bináris De Bruijn-gráfok, a keverés-csere gráfok (shuffle-exchange graph), és a gyűrűs kockák (amikor elég nagyok, hogy ne legyenek síkba rajzolhatók) könyvvastagsága pontosan három.

## Tulajdonságok

### Síkbarajzolhatóság és outerplanaritás

Goldner–Harary-gráf, egy síkbarajzolható gráf hármas könyvvastagsággal

Adott G gráf könyvvastagsága pontosan akkor nem nagyobb egynél, ha G egy külsíkgráf. A külsíkgráfok ismérve, hogy van olyan síkba rajzolásuk, melynek az összes csúcsa a lerajzolás külső tartományához tartozik. Ilyen gráf esetén a külső tartományon való elhelyezkedés sorrendjében elhelyezve a csúcsokat a könyv gerincén meg is kapjuk a gráf egylapos könyvbe ágyazását. (A gráf egy artikulációs pontja többször is meg fog jelenni a csúcsok külső tartomány körüli ciklikus rendezésében, de a könyvbe ágyazásban csak egy kópiát kell elhelyezni.) Megfordítva, egy egylapos könyvbe ágyazás automatikusan külsík-beágyazás. Hiszen, ha egy gráf egyetlen lapon van beágyazva, és még egy félsíkot csatolunk a gerinchez, hogy a félsíkot teljes síkká egészítse ki, akkor a beágyazás külső tartománya magába foglalja a teljes hozzáadott félsíkot, és a csúcsok mind ezen a külső tartományon vannak.
Bármely kétlapos könyvbe ágyazás tekinthető a síkba ágyazás speciális esetének, hiszen a könyv két lapjának az uniója a teljes síkkal ekvivalens topologikus teret ad ki. Ezért egy kettő könyvvastagságú gráf automatikusan síkbarajzolható gráf. Precízebben, a G gráf könyvvastagsága pontosan akkor nem haladja meg a kettőt, ha G részgráfja egy Hamilton-körrel rendelkező síkbarajzolható gráfnak, azaz szubhamiltoni. Ha adott egy gráf kétlapos beágyazásával együtt, úgy egészíthető ki síkbarajzolható és Hamilton-körrel rendelkező gráffá, hogy bármelyik lapon extra éleket helyezünk el a gerincen egymás után következő, de még össze nem kötött csúcsok közé, valamint az első és utolsó csúcs közé. A Goldner–Harary-gráf példa olyan síkbarajzolható gráfra, aminek kettőnél nagyobb a könyvvastagsága: maximális síkbarajzolható, ezért nem adható hozzá él a síkba rajzolhatóság fenntartásával, és nincs Hamilton-köre. Mivel a Hamilton-körök segítségével karakterizálhatók, a kétlapos beágyazással rendelkező gráfokat szubhamiltoni gráfoknak is nevezik.
A legfeljebb négy maximális fokszámú síkbarajzolható gráfok könyvvastagsága legfeljebb kettő. Az Apollóniusz-hálózatok (síkbarajzolható 3-fák) könyvvastagsága legfeljebb három. Általánosabban, a síkbarajzolható gráfok könyvvastagsága legfeljebb négy. 1986-ban Mihalis Yannakakis azt a sejtést mondta ki, miszerint léteznek olyan síkbarajzolható gráfok, melyek könyvvastagsága fel is veszi a négy értéket. Állításának beharangozott bizonyítása azonban egészen 2020-ig nem jelent meg, amikor Bekos  et al. 4 faszélességű és 4 könyvvastagságú síkbarajzolható gráfokat találtak. Ezért (Dujmović & Wood 2007) a síkbarajzolható gráfok maximális könyvvastagságának kérdését a megoldatlan problémák között sorolja fel.

### Viselkedés felosztás esetén

A gyémántgráf könyvvastagsága éleinek felosztásával növekszik

Ha egy gráf minden élét egy-egy új csúcs beiktatásával két él hosszú utakra osztjuk fel, a gráf könyvvastagsága egyes esetekben megnövekszik. Például a gyémántgráf könyvvastagsága egy (mert  külsíkgráf), felosztásának viszont kettő (síkbarajzolható, szubhamiltoni, de nem külsíkgráf). A felosztási folyamat azonban egyes esetekben jelentősen csökkentheti is a felosztott gráf könyvvastagságát. Például a Kn teljes gráf könyvvastagsága csúcsainak számával arányos, de az összes él felosztásával kapott gráf könyvvastagsága jóval kisebb, mindössze {\displaystyle O({\sqrt {n}})}. Az ilyen példák létezése ellenére, (Blankenship & Oporowski 1999) sejtése szerint a felosztás könyvvastagsága nem lehet sokkal kisebb az eredeti gráfénál. A sejtés szerint létezik olyan f függvény, hogy minden G gráfra és minden élének kettéosztásával kapott H gráfra igaz, hogy ha H könyvvastagsága t, akkor G könyvvastagsága legfeljebb f(t).
Ez a Blankenship–Oporowski-sejtés jelenleg (2018) bizonyítatlan.

### Más gráfinvariánsokkal való kapcsolata
A könyvvastagság közeli rokona a vastagságnak, ami a síkbarajzolható gráfok minimális száma, amibe adott gráf élei particionálhatók. Egy G gráf vastagsága θ, ha lerajzolható a síkba, és élei kiszínezhetők θ színnel úgy, hogy azonos színű élek ne találkozzanak. Hasonlóan, a G gráf könyvvastagsága θ, ha lerajzolható egy félsíkba úgy, hogy csúcsai a félsík határán legyenek, élei pedig θ színnel legyenek színezve azonos színű élek találkozása nélkül. A könyvvastagság ezen megfogalmazásában az élek színei a könyvbe ágyazás lapjainak felelnek meg. A vastagság és a könyvvastagság értéke azonban nagyon különböző is lehet. Léteznek olyan teljes gráf-felosztások, melyek könyvvastagsága korlátlan, bár vastagságuk mindössze kettő.
A k faszélességű gráfok könyvvastagsága legfeljebb k + 1 és ez a korlát 
k > 2-re éles.
Az m éllel rendelkező gráfok könyvvastagsága {\displaystyle O({\sqrt {m}})}, és a g génuszú gráfok könyvvastagsága {\displaystyle O({\sqrt {g}})}. Általánosabban, minden minorzárt gráfcsalád könyvvastagsága korlátos. Másrészről, az 1-síkbarajzolható gráfok családja, bár nem minorzárt, szintén korlátos könyvvastagságú, bár egyes 1-síkbarajzolható gráfok, mint a K2,2,2,2 könyvvastagsága legalább négy.
Egy korlátos könyvvastagságú gráf minden sekély minora ritka gráf, ahol az él/csúcs arányt korlátozó konstans kizárólag a minor mélységétől és a könyvvastagságtól függ. Tehát, (Nešetřil & Ossona de Mendez 2012) terminológiája szerint, a korlátos könyvvastagságú gráfok korlátos expanziójúak. De még a korlátos fokszámú gráfoknak – ami a korlátos expanziónál sokkal szigorúbb követelmény – is lehet korlátlan könyvvastagsága.
Mivel a kettő könyvvastagságú gráfok a síkbarajzolható gráfok, vonatkozik rájuk a síkgráf-elválasztási tétel: a csúcsaik közül választhatók olyan részhalmazok, a szeparátorok, melyek eltávolításával a gráf szétesik legfeljebb 2n/3 csúcsból álló részekre, ahol a szeparátorban legfeljebb {\displaystyle O({\sqrt {n}})} csúcs található. Itt n a gráf csúcsainak számára utal. Léteznek azonban olyan, három könyvvastagságú gráfok, melyek nem rendelkeznek szublineáris méretű szeparátorral.
A könyvbe ágyazás egy lapján található élek bizonyos szempontból úgy viselkednek, mint a verem adatszerkezet. Ez formálisan úgy fogalmazható meg, ha tekintjük egy verem push és pop műveleteinek tetszőleges sorozatát, majd vesszük a gráfot, melynek csúcsai a verem műveleteinek felelnek meg, a csúcsok a műveletek sorrendjében elhelyezve egy könyvbe ágyazás gerincén. Ekkor ha minden, a veremből kivételt végző pop művelettől húzunk egy élt az ugyanazt az objektumot a verembe elrakó push műveletig, az eredménygráfnak automatikusan létezni fog egylapos beágyazása. Ez az oka, hogy a gráf oldalszámát veremszámnak (stack number) is nevezik. Hasonlóan tekinthetjük egy sor (queue) sorba illesztési és sorból kivételi műveleteit, illetve az ebből képezett gráfot is; ebben a gráfban bármely két él vagy metszi egymást, vagy a gerincen diszjunkt intervallumokat fednek le. Az analógia alapján egy gráf sorba ágyazását (queue embedding) úgy definiálták, mint egy topologikus könyvbe való beágyazást, ahol minden csúcs a könyv gerincén van, minden él egyetlen lapon található és két azonos lapon lévő él vagy metszi egymást vagy a gerinc diszjunkt intervallumait fedik le. Egy gráf sorba ágyazásához szükséges lapok minimális száma a gráf sorba állítási száma (queue number).

### Számítási bonyolultság

Egy húrmetszetgráf, a kör húrjainak metszetgráfja. Rögzített csúcssorrendű könyvbe ágyazásoknál a könyvvastagság kiszámítása ekvivalens a származtatott körmetszetgráf színezésével.

Egy gráf könyvvastagságának megkeresése NP-nehéz. Ez következik abból, hogy a maximális síkbarajzolható gráfok Hamilton-köreinek keresése NP-teljes. Egy maximális síkbarajzolható gráfban a könyvvastagság pontosan akkor kettő, ha a gráfnak van Hamilton-köre. Ezért adott maximális síkbarajzolható gráf könyvvastagságának tesztelése is NP-teljes.
Ha egy gráf könyvbe ágyazása csúcsainak sorrendje rögzített, akkor egy kétlapos beágyazás (ha létezik) lineáris időben megtalálható, az adott gráf csúcsait a gerinc mentén történő rendezés sorrendjében összekötő körrel kiegészítve kapott gráf síkgráfságának tesztelésével. (Unger 1992) állítása szerint a rögzített gerinc mentén történő rendezés háromlapos könyvbe ágyazása is polinom időben előállítható, bár írása számos részletet mellőz. A négy vagy több lapot igénylő gráfoknál viszont a minimális lehetséges lapra történő beágyazás problémája NP-nehéz marad, a húrmetszetgráfok ekvivalens színezési problémájának NP-nehézsége miatt. Ha adott G gráf, csúcsainak a gerinc mentén történő rendezésével, ezeket a csúcsokat ugyanilyen sorrendben egy kör köré rajzolva, majd G éleit szakaszokként behúzva a G-t reprezentáló húrok jönnek létre. Ezekből húrmetszetgráf képezhető, aminek csúcsai az iménti ábra húrjai, élei pedig az egymást metsző húroknak feleltethetők meg. A húrmetszetgráf egy színezése G éleinek olyan részhalmazokba particionálása, melyek egy lapon metszés nélkül lerajzolhatók. Ezért az optimális színezés ekvivalens az optimális könyvbe ágyazással. Mivel a húrmetszetgráfok színezése négy vagy több szín esetén NP-nehéz, és mivel minden húrmetszetgráf megalkotható így valamely könyvbe ágyazási problémából kiindulva, ezért az optimális könyvbe ágyazás szintén NP-nehéz. Kétlapos könyvbe ágyazás a gerincen rögzített csúcssorrendjét tekintve a metszések számának minimalizálása NP-nehéz még akkor is, ha ez a szám nem nulla.
Ha a gerincen a csúcssorrend ismeretlen, de az élek két lapra történő elosztása adott, akkor lineáris időben megkereshető a két lapos beágyazás (ha létezik) SPQR-fák alapján. 
Ha azonban sem a gerincen a csúcsok sorrendje, se az élek elosztása nem adott, akkor a két lapos beágyazás megtalálása NP-teljes. A könyv-metszési szám megkeresése szintén NP-teljes, mivel a speciális eset tesztelése, hogy a kétlapos metszési szám nulla-e, szintén NP-teljes.
A korlátos expanzió következményeként a részgráfizomorfizmus-probléma, annak tesztelése, hogy valamely korlátos méretű mintázat előfordul-e egy nagyobb gráfban, lineáris időben megoldható, ha a nagyobb gráfnak korlátos a könyvvastagsága. Ugyanez igaz akkor is, ha a nagyobb gráf feszített részgráfját vagy homeomorfizmusát keressük. Ugyanezen okból, a korlátos könyvvastagságú gráfokon annak vizsgálata, hogy a gráfra igaz-e egy elsőrendű nyelven megfogalmazott formula, rögzített paraméter mellett kezelhető.
(Bekos, Kaufmann & Zielke 2015) leírnak egy komplex rendszert az optimális könyvbe ágyazások megkeresésére, ami először a problémát átalakítja kielégíthetőségi problémává, amit egy SAT-megoldóval próbál megoldani. Állításuk szerint rendszerük képes volt 20 perc alatt megtalálni egy 400 csúcsú maximális síkbarajzolható gráf optimális beágyazását, valamint sikeresen alkalmazták egy 600 csúcsú gráfra, ami Yannanakis szerint négy lapot igényel a beágyazáshoz, de kiderült, hogy három is elegendő volt rá.

## Alkalmazások

### Hibatűrő többprocesszoros működés
A könyvbe ágyazások tanulmányozásának (Chung, Leighton & Rosenberg 1987) által említett egyik fő motivációja a VLSI-tervezéssel kapcsolatos, a hibatűrő többprocesszoros rendszerek kialakításában. A szerzők által kifejlesztett DIOGENES rendszerben a többprocesszoros rendszer CPU-i a könyv gerincén található sorrend szerinti logikai sorrendbe rendeződnek (bár ez nem feltétlenül jelenik meg a rendszer fizikai elrendezésében). A processzorokat összekötő kommunikációs kapcsolatokat kötegekbe (bundles) rendezik, melyek a könyv lapjainak felelnek meg és veremként funkcionálnak: a processzorok egyikét egy új kommunikációs kapcsolat elejébe bekötve a korábbi kapcsolatokat a kötegben felfelé nyomjuk, a kapcsolat végébe egy processzort bekötve pedig a többit a kötegben lefelé nyomjuk. Az ilyen veremszerű működés miatt egyetlen köteg képes a kommunikációs kapcsolatok egy könyvbe ágyazási lap éleit alkotó halmazát kezelni. A kapcsolatok ilyen elrendezésével többfajta hálózati topológia megvalósítható, arra való tekintet nélkül, hogy melyik processzor fog meghibásodni, amíg elegendő nem hibás processzor marad a hálózat implementációjához. Az így implementálható hálózati topológiák pontosan azok, melyek könyvvastagsága nem haladja meg a rendelkezésre álló kötegek számát.
A könyvbe ágyazás használható a VLSI komponenseket az áramkör rétegeibe kötő vezetékek elhelyezésének modellezésére is.

### Veremrendezés
A (Chung, Leighton & Rosenberg 1987) által említett másik alkalmazás a permutációk vermek segítségével történő sorba rakása volt.
Donald Knuth (1968) nagy hatású eredménye volt, hogy megmutatta, hogy egy adatfolyamot feldolgozó rendszer, ami a bejövő elemeket egy verembe teszi, majd megfelelően kiválasztott időpillanatokban kiveszi onnan, pontosan akkor tudja sorba rendezni az adatokat, ha az eredeti rendet leíró permutációban nem szerepel a 231 permutációs mintázat. Azóta sokan dolgoztak hasonló adatfolyam-rendezési feladatokon vermek és sorok általánosabb rendszereiben. A (Chung, Leighton & Rosenberg 1987) által leírt rendszerben a bemeneti adatfolyam minden elemét a több verem valamelyikében kell elhelyezni. Miután a bemeneti adatok minden elemét elhelyezték, a vermek tartalmát (megfelelő sorrendben) a kimeneti adatfolyamba teszik ki. Chung et al. megfigyelése szerint adott permutáció akkor rendezhető sorba ezzel a rendszerrel, ha a permutációból adott módon kinyert gráfnak létezik olyan könyvbe ágyazása, melynek csúcsai a könyv gerince mellett adott sorrendben helyezkednek el és a lapszám nem haladja meg a vermek számát.

### Forgalomszabályozás

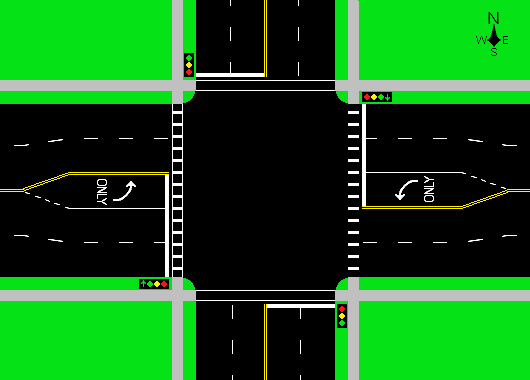
Egy útkereszteződés. Az áthaladó sávok közül a négy-négy bejövő, illetve kimenő, a két kijelölt kanyarodó sáv és a négy gyalogátkelőhely leírható egy könyvbe ágyazás gerincén helyet foglaló 14 csúcsként, ahol az élek a sávok közti összeköttetéseket jelképezik.

Ahogy (Kainen 1990) is leírta, a könyvbe ágyazás alkalmas lehet egy útkereszteződés közlekedési lámpái fázisainak leírására.
Egy útkereszteződés forgalmi sávjai (beleértve a gyalogos átkelésre alkalmas, a kerékpáros és a gépjárművek számára fenntartott sávokat is) ábrázolhatók egy gráf csúcsaiként, egy könyvbe ágyazásban a könyv gerincén a kereszteződés óramutató járása szerinti sorrendjében elhelyezve. A bemenő sávokból a kimenő sávokba lehetséges útvonalak egy irányítatlan gráf éleiként reprezentálhatók. Például ennek az ábrának a gráfja tartalmazhat egy élt az ugyanazon útszegmenshez tartozó be- és kimenő sávok között, amennyiben az U-kanyar megengedett ebben az útkereszteződésben. Az élek egy adott részhalmaza akkor jelképezi az egymás zavarása nélkül bejárható útvonalakat, ha azok nem tartalmaznak a könyvbe ágyazás ugyanazon oldalán egymást metsző éleket. Tehát a gráf könyvbe ágyazása jelképezi a bejárható utak egymással nem interferáló részhalmazokra osztását, a gráf könyvvastagsága (a gerincbe való rögzített beágyazással) megadja a jelzőlámpák állapotainak minimális számát, ami ahhoz kell, hogy minden lehetséges forgalom áthaladjon a kereszteződésen.

### Gráfok lerajzolása

A Goldner–Harary-gráf egy ívdiagramja. A síkba rajzolható ábra elkészítése érdekében a gráf két háromszögét szaggatott piros vonallal négybe vágták, így a gráf egy éle a vonal fölött és alatt is megjelenik.

A könyvbe ágyazást gyakran használják hálózati adatok vizualizációjára. A gráfok lerajzolása során alkalmazott két szokásos elrendezés, az ívdiagramok és a körkörös elrendezések is tekinthetők könyvbe ágyazásnak, amit felhasználnak a klaszterezett elrendezések, a szimultán beágyazások és a háromdimenziós gráfrajzolások elkészítése során is.
Egy ívdiagram (arc diagram) vagy lineáris beágyazás a gráf csúcsait egy egyenes mentén helyezi el, a gráf éleit pedig a gráf alatt vagy fölött áthaladó félkörökként jeleníti meg, néha megengedve, hogy az él az egyenes egy szakaszán haladjon. Ez a rajzolási stílus olyan könyvbe ágyazásnak felel meg, amiben egy lap (ha minden félkör a vonal feletti) vagy két lap (ha a vonal mindkét oldalát kihasználják) található, és eredetileg gráfok metszési számának tanulmányozására találták ki. A kétlapos könyvbe ágyazással nem rendelkező, de síkbarajzolható gráfok is ábrázolhatók ehhez hasonló módon, ha megengedjük, hogy az éleket a vonal alatt és fölött több félkör jelképezze. Az ilyen lerajzolás nem tekinthető definíció szerinti könyvbe ágyazásnak, ezért úgy szokták nevezni, hogy topologikus könyvbe ágyazás. Minden síkbarajzolható gráf esetén lehetséges olyan beágyazást találni, melynek minden éle legfeljebb egyszer metszi a könyv gerincét.

A Chvátal-gráf körkörös elrendezésben

A körkörös elrendezés egy másik rajzolási stílus, melyben a gráf csúcsai egy körön helyezkednek el és az élek vagy a körön kívül, vagy a körön belül húzódnak. Az előzőekhez hasonlóan ha az élek a körön belül helyezkednek el (például egyenes szakaszokként), az egylapos könyvbe ágyazásnak felel meg, míg ha a kör belsejében és a körön kívül is vannak élek, az a kétlaposnak.
Bármely stílus szerinti egylapos lerajzolásnál fontos a metszések számának minimalizálása, hogy csökkentsük a rajz vizuális bonyolultságát. A metszésszám minimalizálása NP-teljes, de közelíthető O(log2 n) approximációs aránnyal, ahol n a csúcsok száma. Az egy- vagy kétlapos metszési szám minimalizálása rögzített paraméter mellett kezelhető, ha a paraméter az adott gráf ciklomatikus száma, vagy a metszési szám és a faszélesség kombinációja. Léteznek heurisztikus módszerek a metszési bonyolultság csökkentésére, amik például a csúcsok beszúrási sorrendjének óvatos megválasztásán és lokális optimalizáción alapulnak.
A kétlapos, az élek rögzített lapokba osztásával történő könyvbe ágyazások értelmezhetők a klaszterezett síkba rajzolás (clustered planarity) példájaként, melynek során az adott gráfot úgy kell lerajzolni, hogy a gráf részei (az élek két részhalmaza) a klaszterezésnek megfelelően szerepeljenek a rajzon. A kétlapos könyvbe ágyazások felhasználhatók gráfok szimultán beágyazásainak megkeresésére; ezeknél adott két, egymással megegyező csúcshalmazú gráf, és úgy kell elhelyezni a gráfokat, hogy mindkettő síkba rajzolható legyen egyenes szakaszú élekkel.
A kettőnél több lapos könyvbe ágyazásokat használták háromdimenziós gráflerajzolások előállítására. (Wood 2002) olyan konstrukciót használt könyvbe ágyazáshoz, ami minden lapon minden csúcs fokszámát alacsonyan tartotta, hogy lehetséges legyen a gráfok háromdimenziós térbeli rácsba való alacsony térfogatú beágyazása.

### RNS-térszerkezet kialakítása

Az emberi telomeráz egy pszeudocsomót tartalmazó részlete. Ha a részletet „kihúzzuk” egy könyvbe ágyazás gerince mentén, a kékkel jelölt bázispárok lerajzolhatók a gerinc fölötti és alatti, nem metsző részhalmazokként, így ez a pszeudocsomó bi-másodlagos szerkezetű.

Az RNS-molekulaszerkezet kihajtogatással való kialakulásának tanulmányozása során a nukleinsav másodlagos szerkezete sematikusan ábrázolható úgy, hogy egy bázisláncot (magát az RNS-szekvenciát) egy egyenes mentén lerajzolunk és az egyenes fölött ívekkel jelöljük a szerkezet bázispárjait. Tehát, bár az RNS bonyolult háromdimenziós szerkezettel rendelkezik, összekötöttségük (amikor a másodlagos szerkezet létezik) leírható egy absztrakt struktúrával, egy egylapos könyvbe ágyazással. Azonban nem minden RNS viselkedik ilyen egyszerű módon. (Haslinger & Stadler 1999) egyes RNS-pszeudocsomók leírására ún. „bi-másodlagos szerkezetet” (bi-secondary structure) javasolt, ami kétlapos könyvbe ágyazás formáját ölti: az RNS-szekvenciát itt is egy egyenes mentén írják le, de a bázispáros a vonal alatti és fölötti ívekként is megjelenhetnek. A bi-másodlagos szerkezet létezéséhez a gráf maximális fokszáma nem haladhatja meg a hármat: minden bázis a diagram legfeljebb egy ívében szerepelhet, plusz a bázisszekvenciában a két szomszédjához tartozó linkek. Ennek a leírásnak az előnye, hogy nem szerepelnek benne a ténylegesen térbeli csomók, de leírható vele a legtöbb ismert RNS-pszeudocsomó.
Mivel ezen az alkalmazási területen a könyvgerinc menti rendezés előre ismert, adott bázispárok bi-másodlagos szerkezetének létezése egyszerűen tesztelhető. Az élek a két lapra történő kompatibilis elhelyezése megfogalmazható akár egy 2-SAT problémaként, akár azon húrmetszetgráf párossága teszteléseként, melyek csúcsai a bázispárokat, élei a bázispárok közti metszéseket írják le. Egy alternatív és hatékonyabb megoldás, ahogy (Haslinger & Stadler 1999) is megmutatja, hogy egy bi-másodlagos szerkezet pontosan akkor létezik, ha a bemenet „diagramgráfja” (a bázispárok szekvenciasorrendje szerint körbe kötve a bázisokat és adott bázispárokat élekként hozzáadva) síkbarajzolható gráf. Ezzel a karakterizációval a bi-másodlagos szerkezetek lineáris időben felismerhetők a síkgráfság tesztelése probléma egy példányaként.
(Blin et al. 2007) a másodlagos szerkezetek és a könyvbe ágyazások közötti összefüggést felhasználták az RNS másodlagos szerkezetek összehasonlítási problémái NP-nehézségének bizonyításában.
Amennyiben az RNS szerkezete harmadlagos és nem csak bi-másodlagos (tehát a diagramban kettőnél több lapot igényel), akkor a lapszám megállapítása megintcsak NP-nehéz.

### Számítási bonyolultságelmélet
(Pavan, Tewari & Vinodchandran 2012) a könyvbe ágyazás felhasználásával tanulmányozták az irányított gráfok elérhetőségi problémájának számítási bonyolultságát. Megfigyeléseik szerint a két lapba ágyazható irányított gráfok elérhetőségi problémája egyértelmű logaritmikus tárban megoldható (az egyértelmű polinomiális (UP) polinom idejű problémák logaritmikus tárbeli bonyolultságra vonatkozó analógiája). Azonban a három lapba ágyazható irányított gráfok elérhetőségi problémájához a teljes logaritmikus tárral nemdeterminisztikusan megoldható bonyolultság szükséges. Ezért úgy tűnik, a könyvbe ágyazások szorosan kapcsolódnak ezzel a két bonyolultsági osztállyal.
A konstans lapszámmal rendelkező expander gráfok létezése a kulcslépés annak bizonyításában, hogy nem lehetséges kétszalagos nemdeterminisztikus Turing-gép szub-négyzetes idő alatti szimulációja egyszalagos nemdeterminisztikus Turing-géppel.

### A matematika más területei
(McKenzie & Overbay 2010) a könyvvastagság absztrakt algebrabeli alkalmazásait vizsgálja, olyan gráfokkal, melyeket véges lokális gyűrűk zérusosztóiból definiál úgy, hogy minden zérusosztónak egy csúcs felel meg, az éleknek pedig az olyan értékpárosok, melyek szorzata nulla.
Több publikációból álló sorozatában Dynnikov (Иван Алексеевич Дынников) a csomók és láncok topologikus könyvbe ágyazásait tanulmányozta, megmutatva, hogy ezek a beágyazások leírhatók szimbólumok kombinatorikus sorozataként és hogy két lánc topologikus ekvivalenciája demonstrálható beágyazásaik lokális megváltoztatásainak sorozataként.

## Fordítás
- Ez a szócikk részben vagy egészben a Book embedding című angol Wikipédia-szócikk ezen változatának fordításán alapul.  Az eredeti cikk szerkesztőit annak laptörténete sorolja fel. Ez a jelzés csupán a megfogalmazás eredetét és a szerzői jogokat jelzi, nem szolgál a cikkben szereplő információk forrásmegjelöléseként.